# 할거
할거(割據, 영어: Sectionalism)란 국가나 기관 등 시스템 전체보다는, 지역이나 부서 같은, 그 시스템을 구성하는 일부분에 대해서만 헌신하는 것을 말한다.
할거는 국가 전체가 아니라 자신의 지역이나 국가의 일부에 대한 충성이다. 할거는 영국과 같은 많은 국가에서 발생하며, 특히 스코틀랜드 내셔널 리그를 시작으로 1920년대 초부터 다양한 할거/분리주의 정치 조직과 정당이 존재했던 스코틀랜드의 구성 국가에서 발생한다. 오늘날 스코틀랜드의 부분주의는 부분주의와 분리주의로 모두 설명될 수 있는 스코틀랜드 국민당(SNP)에 의해 가장 강력하게 연관되고 옹호된다. SNP는 영국의 일부로 남아있는 동안 스코틀랜드의 독립과 스코틀랜드의 자치권을 옹호한다.

## 같이 보기
- 분리주의
- 고국
- 정체성 정치
- 상호교차성
- 마이크로네이션
- 분리독립